# Thermocyclops inopinus
Thermocyclops inopinus – gatunek widłonoga z rodziny Cyclopidae. Opisał go w 1926 roku niemiecki zoolog Friedrich Kiefer, nadając mu nazwę Cyclops inopinus.